# Honkalansaari (ö i Norra Österbotten)
Honkalansaari är en ö i Finland. Den ligger i Ule älv och i kommunen Utajärvi i den ekonomiska regionen  Oulunkaari  och landskapet Norra Österbotten, i den centrala delen av landet, 500 km norr om huvudstaden Helsingfors. Öns area är 2,1 hektar och dess största längd är 410 meter i sydöst-nordvästlig riktning.  Honkalansaari ligger i sjön Utajärvi.